# Ciclismo ai III Giochi europei
Le gare di ciclismo ai III Giochi europei comprendevano due diverse discipline: mountain biking e BMX. Le gare di mountain bike si sono svolte a Krynica-Zdrój il 21 e 22 giugno 2023 mentre quelle di BMX a Krzeszowice il 25 giugno 2023.
Le specialità del ciclismo su strada e del ciclismo su pista presenti a Minsk 2019 sono quindi uscite dal programma.

## Podi

### Mountain biking
| Specialità     | Oro           | Argento            | Bronzo       |
| Gara maschile  | Vlad Dascălu  | Lars Forster       | Luca Braidot |
| Gara femminile | Puck Pieterse | Mona Mitterwallner | Sina Frei    |

### BMX
| Specialità     | Oro              | Argento          | Bronzo        |
| Park maschile  | Kieran Reilly    | Anthony Jeanjean | Declan Brooks |
| Park femminile | Iveta Miculyčová | Kim Lea Müller   | Laury Perez   |

## Medagliere
| Pos.   | Paese         | Oro | Argento | Bronzo | Totale |
| ------ | ------------- | --- | ------- | ------ | ------ |
| 1      | Gran Bretagna | 1   | 0       | 1      | 2      |
| 2      | Rep. Ceca     | 1   | 0       | 0      | 1      |
| 2      | Paesi Bassi   | 1   | 0       | 0      | 1      |
| 2      | Romania       | 1   | 0       | 0      | 1      |
| 5      | Francia       | 0   | 1       | 1      | 2      |
| 5      | Svizzera      | 0   | 1       | 1      | 2      |
| 7      | Germania      | 0   | 1       | 0      | 1      |
| 7      | Austria       | 0   | 1       | 0      | 1      |
| 9      | Italia        | 0   | 0       | 1      | 1      |
| Totale | Totale        | 4   | 4       | 4      | 12     |